# Kieran Page
Kieran Page (né le 2 mai 1983 à Newport sur l'île de Wight, en Angleterre) est un coureur cycliste britannique, actif des années 1990 à 2010.

## Biographie
Il a représenté la Grande-Bretagne au championnat du monde junior sur route en 2001 et a participé à la course espoirs aux championnats du monde sur route en 2004 et 2005. 
Kieran Page a établi un nouveau record du Commonwealth aux Jeux du Commonwealth de 2002, avec un temps de 4 min 29 s 662 en poursuite individuelle. Le record précédent était détenu par Bradley McGee en 4 min 30 s 594, établi en 1998. 
Né à Newport sur l'île de Wight, Kieran Page vit désormais à Nice, en France. Il s'y installe en 2004, lorsqu'il commence à courir pour l'UVCA Troyes. Il était membre du plan de performance de classe mondiale de British Cycling jusqu'en 2006.

## Palmarès sur route
- 1999
  -  Médaillé d'or du contre-la-montre au Festival olympique de la jeunesse européenne
- 2000
  -  Champion de Grande-Bretagne sur route juniors
  - Tour d'Irlande juniors
  - Circuit Mandel-Lys-Escaut juniors
- 2001
  - 2e du Circuit Mandel-Lys-Escaut juniors
  - 2e du championnat de Grande-Bretagne sur route juniors
- 2003
  -  Champion de Grande-Bretagne sur route espoirs
  - 6e étape du Herald Sun Tour
- 2004
  - 1re étape du Tour du Haut-Anjou
  - Tour de Moselle
  - 2e du Grand Prix de Saint-Julien-les-Villas
- 2005
  - 2e étape de la Ronde du Gard
- 2006
  - 2e et 3ea (contre-la-montre) étapes des Surrey League Five Days
  - 2e du Circuit méditerranéen
  - 2e du Grand Prix de Lys-lez-Lannoy
- 2007
  - Grand Prix d'Antibes
  - 2e du Tour des Landes

## Palmarès sur piste
- 1999
  -  Champion de Grande-Bretagne de scratch juniors
- 2000
  -  Champion de Grande-Bretagne de poursuite juniors
- 2001
  -  Champion de Grande-Bretagne de poursuite juniors